# Viggo Fausbøll
Michael Viggo Fausbøll, född den 22 september 1821 nära Lemvig, Jylland, död den 3 juni 1908 i Charlottenlund, var en dansk språkforskare.
Fausbøll blev 1838 student och 1847 teol. kand. Redan tidigt ägnade han sig åt studiet av sanskrit och senare av pali. Han utgav Dhammapada (1855; ny uppl. 1900), en samling tänkespråk med latinsk översättning av vikt för kännedomen om buddhismens etik, och grundlade därigenom palistudiet i Europa. 
Vidare utgav han, med understöd av indiska regeringen, Jataka-boken, en samling legender om Buddha (6 band, 1875-96; kommentar och register 1897) och Sutta nipäta (engelsk översättning 1881, text 1885, ordlista 1895), en samling dialoger på pali om Buddhas lära. 
1878-1902 var Fausbøll professor i indisk filologi vid Köpenhamns universitet. Han blev 1879 hedersdoktor vid universitetets 400-årsfest, fick 1888 av vetenskapsakademin i Berlin Boppska priset och blev 1890 hedersledamot av Asiatic Society i London. 
År 1897 utgav han Forstudier til en fremstilling af den indisk mythologi efter Maliabharata, 1903 vidgad till Indian mythology. Omfattande och roande är Fausbølls Ordbog över gadesproget og saakaldt daglig tale (1866; ny upplaga 1906-07), utgiven under pseudonymen V. Kristiansen.

## Utmärkelser
- Riddare av Dannebrogorden,  1888[4]
- Dannebrogsmännens hederstecken,  1891[4]
- Kommendör av Dannebrogorden,  1898[4]

[Redigera Wikidata]